# Claude
Claude je priimek več znanih oseb:
- Albert Claude (1899—1983), belgijski biokemik, nobelovec leta 1974
- Georges Claude (1870—1960), francoski fizik
- Lorrain Claude (~1600—1682), francoski slikar
- Jean Claude (1619—1687), francoski protestantski teolog